# Сан Доменико-Коле (Кјети)
Сан Доменико-Коле (итал. San Domenico-Colle) је насеље у Италији у округу Кјети, региону Абруцо.
Према процени из 2011. у насељу је живело 223 становника. Насеље се налази на надморској висини од 402 м.